# Pakatan Harapan
Le Pakatan Harapan (en malais, Alliance de l'espoir, PH) est une alliance politique fondée en 2015 et réunissant des partis allant du centre-droit à la gauche. C'est la principale alliance malaisienne opposée au Barisan Nasional. Son leader est Mahathir Mohamad, Premier ministre depuis les élections législatives malaisiennes de 2018 jusqu'à début 2020.
 L'alliance comprend notamment le Parti d'action démocratique, le Keadilan d'Anwar et le Amanah.